# Кубяк, Чеслав
Чеслав Кубяк (пол. Czesław Kubiak, 25 марта 1932, Гнезно, Польша — 11 июля 1996, Познань, Польша) — польский хоккеист (хоккей на траве), защитник.

## Биография
Чеслав Кубяк родился 25 марта 1932 года в польском городе Гнезно.
Получил специальность сантехника.
В 1952 году начал играть в хоккей на траве в составе «Огнивья» из Гнезно. Во время службы в армии выступал за ОВКС из Вроцлава и ОВКС из Познани, который с 1957 года назывался «Грюнвальд». С вроцлавской командой выиграл чемпионат Польши 1954 года, с познанской — в 1955 и 1966 годах.
В 1960 году вошёл в состав сборной Польши по хоккею на траве на Олимпийских играх в Риме, занявшей 12-е место. Играл на позиции центрального защитника, провёл 4 матча, забил 1 мяч в ворота сборной Австралии.
В 1954—1967 годах провёл 50 матчей за сборную Польши, забил 4 мяча. Завершил игровую карьеру в 1970 году. Мастер спорта Польши.
Умер 11 июля 1996 года в Познани. Похоронен на познанском кладбище Юниково.

## Семья
Родители — Александр Кубяк и Станислава Весоловска. Брат Казимеж Кубяк провёл 36 матчей за сборную Польши по хоккею на траве.
Был женат на Геновефе Кобыльчак, имел двух сыновей — Лешека и Мариуша. Мариуш Кубяк (род. 1958) играл за сборную Польши по хоккею на траве, в 1980 году участвовал в летних Олимпийских играх в Москве.

## Память
Имя Чеслава Кубяка выбито на мемориальной доске, посвящённой олимпийцам Гнезно.